# Aikoの@llnightnippon.com
『aikoの@llnightnippon.com』（アイコのオールナイトニッポンコム）は、ニッポン放送（LF+R）以下全国36局ネット（スタート当初は35局ネット）で、1999年11月17日から2003年3月26日まで放送されていたラジオ番組。
パーソナリティは、大阪府出身のシンガーソングライターであるaiko（あいこ）。放送時間は毎週水曜日の25:00～27:00（日付上は木曜日未明の1:00～3:00）。ほぼ毎週生放送だった。

## 概説
通称は「ぬるい@llnightnippon.com」を縮めて「ぬるコム」。
ナインティナインのオールナイトニッポン等を担当していたニッポン放送（当時）の神田比呂志が、当時aikoの看板番組であったエフエム大阪の「COUNTDOWN KANSAI TOP40」を見学した際に「一緒に番組をやってみたい」と強く思ったのがきっかけで番組がスタートしたと言われている。
『@llnightnippon.com』シリーズの中では、『ナインティナインの@llnightnippon.com』に次ぐ長寿番組であった。
しかし、ニッポン放送が『LF+R』としての編成を終了をするに至って2003年4月からは別枠への移動という案が決定されたもの、aikoにとって「水曜日の25時から2時間という枠でないと（放送が）出来ない」という強いこだわりがあったために同年3月をもって終了した。

## コーナー
aikoのオープニングトークが長いため、短命に終わるコーナーがほとんどであった。
aikoのジングル大作戦
- リスナーから詩を募集し、その詩にaikoが放送前に作曲するコーナー。実際にジングルで放送される。

言うてまえ!2000
我が家の誤作動
ボデエなひとこと
生涯の恋人
歌え!aiko
- aikoが弾き語りするコーナー。ゲストが歌手だった場合はセッションをする。弾き語りされた曲は以下を参照。

パープルジェネレーション
アイコトバ
日本のピンチ
オズモンドを探せ!
よっ!宣伝部長!
aikoの揚げパンキッズ語録
そう思ってるのは私だけ？
aikoの素敵カフェ
- ディレクターの神田比呂志により、強引に生まれたコーナー。

aikoの素敵祭り
なかったことにして
ボーイフレンド、ガールフレンド
aikoの第2のふるさとを探せ
ダメダメスペシャル

## 番組から生まれた交友関係
- 田村淳（ロンドンブーツ1号2号） - ポルノグラフィティとaikoと5人でコム放送中に鍋パーティをした経験を持つ。
- ナインティナイン - 以前ナインティナインの@llnightnippon.com（当時）に出演した際岡村隆史に迫られ、矢部浩之とaikoは二人の地元である大阪府吹田市（※岡村は隣接する大阪市東淀川区出身）の話で盛り上がった。これ以降、aikoはナインティナインのオールナイトニッポンや後継番組のナインティナイン岡村隆史のオールナイトニッポンに度々出演している。
- 福山雅治 - コムのゲストに「ときめきバッグ爆破大作戦」と意気込んで呼んだにもかかわらず、逆に手玉に取られて本番中に泣かされてしまったという、コム史上最大とも言うべきハプニングの首謀者。
- ネプチューン - 彼らのラジオに出演したこともある。ゆずとも関連が深いとされる。
- ポルノグラフィティ - ゆずが降板した後のallnightnippon SUPER!の水曜日を担当。それがきっかけで「じゃけん4兄妹」なる新ユニットを結成したこともあった。
- 持田香織（Every Little Thing） - 電話での長話やお互いのラジオ番組出演、一緒に焼肉に行くなどかなりの仲良し。
- 川村結花 - 大阪出身。コムにゲストで来てもらった際、全国ネットにもかかわらず「ノバティながの」（河内長野市内にあるショッピングモール）の話で盛り上がる。
- ゴスペラーズ - aikoが「ゴス兄」と慕うお兄さん的存在。コムのリスナーからはリーダーは「グラサン」と呼ばれていた。
- よゐこ - 大阪で活動していた頃からの知り合いで、aikoの喉にタコが出来た際、コムの代打パーソナリティを務めてもらったがその際ハプニングが起こる。
- 谷口キヨコ - FM OSAKAやFM京都（α-station）を中心に活動するDJ。愛称キヨピー。以前、コムのOA中に乱入された経験がある。
- Gackt - お互いのラジオに出演。テレビ番組ミュージックステーションで共演した時には、「鼻の穴に指を入れてみてよ…」などと、2人で独自の世界を楽しんでいる。また、月曜コムを担当していた。
- ゆず - ゆずのallnightnippon SUPER!が同じ水曜日放送だったので、互いにゲスト出演したりラジオドラマに挑戦したこともある。それが引き金で一時期岩沢とaikoの熱愛の噂がでっち上げられたこともあり、岩沢はネタにされるたびに「悪いけど…、絶対にない!」と釈明するハメになった。
- 奥村政佳（RAG FAIR）・北剛彦（INSPi） - この2人は当時文化放送の「RAG FAIRおっくんとINSPiきたくんのLIPS PARTY 21.jp」（水曜日放送で、25時からの30分だけ放送時間がかぶる）のパーソナリティを務めていたが、aikoが放送前に番組にメールを送ったことがある。コム終了後、後にaikoはこの番組に出演した。
- 土屋礼央（RAG FAIR） - ファンであることを自身のラジオで公言しており、お互いのallnightnipponにゲストとして何度か出演している。aikoのallnightnippon最終回には、放送前にaikoの楽屋に駄菓子を買って持って来たが出演はしていない。
- 釈由美子 - 番組中にaikoが「すごいアイドルがいる」と釈について熱弁し、その放送を聞いた釈は番組中にスタジオを訪問した。その放送以後aikoは放送の中で「おつかれ、しゃく、しゃく」というあいさつをたびたび用いた。

## 番組から生まれた曲
番組内では「ジングル大作戦」のコーナーから毎週のように曲が生まれていたが、aikoがこのぬるコムをイメージして作った曲がある。3枚目のアルバム『夏服』7曲目に収録されている「September」である。当初は滅多に笑わなかったというミキサーの川辺さんが見たことのないような笑顔で「いいねぇ～」と大絶賛したため、調子に乗って曲にした、と後に語っている。

## スタッフ

### ディレクター
- 初代：神田ディレクター（神田比呂志）

"キューを振るバカ"、"神さまの田んぼと書いてバカ"という異名はこの番組から生まれた。ナインティナインの@llnightnippon.com（放送当時。ニッポン放送当時、ナインティナインのオールナイトニッポンも担当。（ナイナイANNでは「カンダム」や「カンダゴテ」と呼ばれていた。）2006年にフジテレビジョンへ転籍したが、2007年の復活特番の際に1ゾーンだけピンチヒッターディレクター）にaikoがゲストで出演した際、地位を悪用(?)して、ジングルで「オ～ナ～ニ～」と叫ばせる。
- 二代目：チャコちゃん（松尾紀明）
- 三代目：ジャコちゃん（福田大介）
- 四代目：ヨネスケ - かつて「ヨネチン」と呼ばれていたが、番組に寄せられたリスナーの便りの内容がきっかけで、後に「ヨネスケ」と呼ばれるようになる。当然ながら、タレント・落語家のヨネスケ（桂米助）とは別人。

### 構成作家
- カヨちゃん - 川島カヨ・コムのサブ作家（当時はナインティナインの@llnightnippon.comも担当）。現在はナインティナインのオールナイトニッポンや福山雅治のオールナイトニッポンサタデースペシャル・魂のラジオの作家をつとめており、ナイナイのANNのHPなどを担当。aikoと同じく作家のきみっぺで貧乳3姉妹を結成。
- きみっぺ - 大川公子・ツアーパンフにも登場。松任谷由実のオールナイトニッポンなど担当。

## レギュラー放送終了後
レギュラー放送終了後『aikoのオールナイトニッポン』として何度か復活をしている。2～3年おきに復活特番を行うことが多い。
- 2004年7月16日 - ニッポン放送開局50周年記念番組として一夜限りで復活。そのときは「ぬるいオールナイトニッポン」を縮めて「ぬるポン」という通称がつけられた。放送中にはシングル『花風』を初公開した。
- 2007年8月22日 - 約3年ぶりに復活。前回の特番同様に「ぬるポン」の通称で番組の進行をした。またこの放送内にて、FAX募集番号を間違えて告知する、ある意味放送事故とも言えるハプニングがあった。シングル『星のない世界/横顔』の宣伝を兼ねての放送。「オールナイトニッポン」のジングルはcom時代・2003年度・現行(2007年当時)の3種が使用された。
- 2008年2月24日 - 『俺たちのオールナイトニッポン40時間スペシャル』の日曜25:00-27:00枠のパーソナリティ（エンディング前の最後のセッション）として約半年ぶりに復活。「我が家の誤作動」のコーナーが復活。シングル「二人」と、アルバム『秘密』の宣伝を行う。前回の復活特番に引き続き「オールナイトニッポン」のジングルはcom時代・2003年度の2つと40周年記念の計3種を使用。
- 2011年2月22日 - 約3年ぶりに復活。初のベストアルバム(2011年2月23日)発売を記念しての放送。募集テーマは「我が家の誤作動」「永遠の恋話」。こちらも2007年、2008年に引き続き「オールナイトニッポン」のジングルはcom時代・2003年度の2つと現行(2011年当時)の計3種を使用。
- 2013年7月26日 -  2年5か月ぶりに復活。生放送で進行し、リスナーからのメッセージを受け付ける。
- 2019年7月6日 - 約6年ぶりに復活。土曜1部はニチレイが冠スポンサーの関係上、通常放送しているオードリーと同様「ニチレイpresents」が冠につけられた。「オールナイトニッポン」のジングルはcom時代を使用した。
- 2023年2月19日 - 『オールナイトニッポン55周年記念 オールナイトニッポン55時間スペシャル』の一環として『aikoと井口理のオールナイトニッポン』が21:00 - 23:00の枠で放送。
- 2023年12月30日 - 単独では約4年半ぶりに復活。2019年7月6日と同様、土曜1部はニチレイが冠スポンサーの関係上、「ニチレイpresents」が冠につけられ、「オールナイトニッポン」のジングルはcom時代を使用した。

| @llnightnippon.com          | @llnightnippon.com                              | @llnightnippon.com       |
| --------------------------- | ----------------------------------------------- | ------------------------ |
| 前担当井手功二/MISIA/アミカ | Aikoの@llnightnippon.com 水曜 25:00 - 27:00aiko | 次担当堀内健とビビる大木 |